# 野白鮭
野白鮭，為輻鰭魚綱鮭形目鮭科的一種，為溫帶淡水魚，分布於歐洲瑞士穆爾滕湖流域，體長可達25公分，棲息在底中層水域，生活習性不明，已滅絕。